# Northern Midlands Municipality
Koordinaten: 41° 36′ S, 147° 7′ O

Die Northern Midlands sind ein lokales Verwaltungsgebiet (LGA) im australischen Bundesstaat Tasmanien. Das Gebiet ist 5130 km² groß und hat etwa 13.000 Einwohner (2016).
Die Northern Midlands liegen im Osten der Insel etwa 150 km nördlich der Hauptstadt Hobart. Das Gebiet umfasst 25 Ortsteile und Ortschaften: Avoca, Ben Lomond, Bishopsbourne, Blackwood Creek, Upper Blessington, Breadalbane, Campbell Town, Cleveland, Conara, Deddington, Devon Hills, Epping Forest, Evandale, Lake Leake, Liffey, Longford, Nile, Perth, Poatina, Powranna, Ross, Rossarden, Royal George, Toiberry und Western Junction. Der Sitz des City Councils befindet sich in Longford im Nordwesten der LGA, wo etwa 3400 Einwohner leben (2016).

## Verwaltung
Der Northern Midlands Council hat neun Mitglieder. Der Mayor (Bürgermeister), sein Deputy (Stellvertreter) und sieben Councillor werden direkt von den Bewohnern der LGA gewählt. Northern Midlands ist nicht in Bezirke untergliedert.